# Muiaria gracilis
Muiaria gracilis är en svampart som beskrevs av Thaxt. 1914. Muiaria gracilis ingår i släktet Muiaria, divisionen sporsäcksvampar och riket svampar.   Inga underarter finns listade i Catalogue of Life.